# Muntele Ni
Muntele Ni (în chineză simplificată: 尼山; pinyin: Níshān) este un deal situat la aproximativ 30 km sud-est de orașul Qufu în provincia Shandong, China. Dealul este important din punct de vedere cultural, pentru că este în mod tradițional considerat ca fiind locul de naștere al lui Confucius. Este, de asemenea, locul unui templu istoric dedicat lui Kong He (alias Shuliang He), tatăl lui Confucius, unei academii confucianiste (în chineză simplificată: 尼山書院; pinyin: Níshān Shūyuàn) și Templului Memorial Yusheng (în chineză simplificată: 毓聖侯祠; pinyin: Yùshèng Hóucí).
Potrivit istoricului Sima Qian din dinastia Han, viitorii părinți ai lui Confucius, Kong He și Yan Zheng, au mers să se roage la Muntele Ni și astfel Yan Zheng i-a dat naștere lui Confucius.
Existența Templului Kong He este documentată încă din timpul dinastiei Wei de Nord (386-535 AD). Cu toate acestea, templul a fost abandonat și restaurat în mod repetat în timpul dinastiilor Tang târzie, Zhou târzie, Song, Jin și Yuan. O reconstrucție majoră a fost realizată în timpul dinastiei Ming (în 1417, în timpul domniei Împăratului Yongle). O altă extindere a templului a urmat în timpul dinastiei Qing. Ca urmare, cele mai multe dintre structurile existente din templu datează din epocile Ming sau Qing. Actualul complex arhitectural conține trei seturi de clădiri, Templul Kong He, Academia Confucianistă și Templul Memorial Yusheng.
Templul Kong He este format din următoarele săli: Sala Dacheng (literalmente „Sala Marii Realizări”), dedicată lui Confucius, un „Palat Adormit”, dedicat soției sale Qiguan, Sala lui Qi Shengwang și Palatul Adormit al lui Qi Shengwang. Templul Memorial Yusheng este dedicat spiritului de pe Muntele Ni. Academia confucianistă conține o sală de lectură, precum și camere care au fost utilizate de către personalul templului. Alte structuri din cadrul academiei includ Sălile Erdai și Sandai, Porțile Liang Wu și Lingxing (靈星門), Templele Shen Bao și Tudi (dedicat zeității locale a pământului) și Pavilionul Guan Chuan. Întregul complex de pe Muntele Ni este înconjurat de un zid.
În afara zidului de est se află Peștera Confucius (în chineză simplificată: 夫子洞; pinyin: Fuzi Dòng). Conform legendei, Confucius a fost abandonat în această peșteră după naștere de către mama sa, din cauză că era urât. Copilul a fost apoi luat în grijă de către un tigru și un vultur, care i-au convins mama să-l ia înapoi.